# Indian Pacific
| Der Indian Pacific in Perth Midland Station, 2006 |                      |                                            |                                            |
| |                      |                                            |                                            |
| Streckenlänge: | 4.352 km             |                                            |                                            |
| Spurweite: | 1435 mm (Normalspur) |                                            |                                            |
| |                      |                                            |                                            |
| Verlauf |                      |                                            |                                            |
| \| \| \| Perth East \| \| \| \| \| Midland railway \| \| \| \| \| Northam (Western Australia) \| \| \| \| \| Merredin \| \| \| \| \| Southern Cross \| \| \| \| \| Kalgoorlie-Boulder \| \| \| \| \| Rawlinna \| \| \| \| \| Loongana (Western Australia) \| \| \| \| \| Grenze Western Australia / South Australia \| \| \| \| \| Cook (South Australia) \| \| \| \| \| The Ghan von Darwin \| \| \| \| \| Tarcoola \| \| \| \| \| Kingoonya \| \| \| \| \| Pimba \| \| \| \| \| Port Augusta \| \| \| \| \| Port Pirie \| \| \| \| 1693 \| Adelaide Parklands Terminal \| Adelaide Parklands Terminal \| \| \| \| Gladstone \| \| \| \| \| Peterborough (South Australia) \| \| \| \| \| Grenze South Australia / New South Wales \| \| \| \| \| Broken Hill (New South Wales) \| \| \| \| \| Menindee \| \| \| \| \| Ivanhoe \| \| \| \| \| Euabalong \| \| \| \| \| Condobolin \| \| \| \| \| Parkes \| \| \| \| \| Orange \| \| \| \| \| Bathurst \| \| \| \| \| Lithgow (New South Wales) \| \| \| \| \| Penrith (Sydney) \| \| \| \| 4352 \| Sydney Central \| Sydney Central \| |                      |                                            |                                            |
| Kopfbahnhof Streckenanfang |                      | Perth East                                 | Perth East                                 |
| Haltepunkt / Haltestelle |                      | Midland railway                            | Midland railway                            |
| Haltepunkt / Haltestelle |                      | Northam (Western Australia)                | Northam (Western Australia)                |
| Haltepunkt / Haltestelle |                      | Merredin                                   | Merredin                                   |
| Haltepunkt / Haltestelle |                      | Southern Cross                             | Southern Cross                             |
| Haltepunkt / Haltestelle |                      | Kalgoorlie-Boulder                         | Kalgoorlie-Boulder                         |
| Haltepunkt / Haltestelle |                      | Rawlinna                                   | Rawlinna                                   |
| Haltepunkt / Haltestelle |                      | Loongana (Western Australia)               | Loongana (Western Australia)               |
| Grenze |                      | Grenze Western Australia / South Australia | Grenze Western Australia / South Australia |
| Haltepunkt / Haltestelle |                      | Cook (South Australia)                     | Cook (South Australia)                     |
| Abzweig geradeaus und von links |                      | The Ghan von Darwin                        | The Ghan von Darwin                        |
| Haltepunkt / Haltestelle |                      | Tarcoola                                   | Tarcoola                                   |
| Haltepunkt / Haltestelle |                      | Kingoonya                                  | Kingoonya                                  |
| Haltepunkt / Haltestelle |                      | Pimba                                      | Pimba                                      |
| Haltepunkt / Haltestelle |                      | Port Augusta                               | Port Augusta                               |
| Haltepunkt / Haltestelle |                      | Port Pirie                                 | Port Pirie                                 |
| Spitzkehrbahnhof rechts | 1693                 | Adelaide Parklands Terminal                | Adelaide Parklands Terminal                |
| Haltepunkt / Haltestelle |                      | Gladstone                                  | Gladstone                                  |
| Haltepunkt / Haltestelle |                      | Peterborough (South Australia)             | Peterborough (South Australia)             |
| Grenze |                      | Grenze South Australia / New South Wales   | Grenze South Australia / New South Wales   |
| Haltepunkt / Haltestelle |                      | Broken Hill (New South Wales)              | Broken Hill (New South Wales)              |
| Haltepunkt / Haltestelle |                      | Menindee                                   | Menindee                                   |
| Haltepunkt / Haltestelle |                      | Ivanhoe                                    | Ivanhoe                                    |
| Haltepunkt / Haltestelle |                      | Euabalong                                  | Euabalong                                  |
| Haltepunkt / Haltestelle |                      | Condobolin                                 | Condobolin                                 |
| Haltepunkt / Haltestelle |                      | Parkes                                     | Parkes                                     |
| Haltepunkt / Haltestelle |                      | Orange                                     | Orange                                     |
| Haltepunkt / Haltestelle |                      | Bathurst                                   | Bathurst                                   |
| Haltepunkt / Haltestelle |                      | Lithgow (New South Wales)                  | Lithgow (New South Wales)                  |
| Haltepunkt / Haltestelle |                      | Penrith (Sydney)                           | Penrith (Sydney)                           |
| Kopfbahnhof Streckenende | 4352                 | Sydney Central                             | Sydney Central                             |

Der Indian Pacific ist ein Fernzug in Australien, der Perth an der Westküste und dem Indischen Ozean mit Sydney am Pazifik an der Ostküste verbindet. Die planmäßige Fahrzeit für die 4352 Kilometer lange Strecke beträgt rund 65 Stunden.

## Geschichte
Die Verbindung war erstmals möglich, als 1917 die Transaustralische Eisenbahn eröffnet wurde. Damals konnte die Strecke aber noch nicht durchgehend mit einem Zug befahren werden, da sie aus technisch miteinander nicht kompatiblen Teilstrecken bestand. Von West nach Ost:
- Perth – Kalgoorlie, Westaustralische Eisenbahn, Kapspur (1067 mm)
- Kalgoorlie – Port Augusta, Commonwealth Railways/Transaustralische Eisenbahn, Normalspur (1435 mm)
- Port Augusta – Terowie, Südaustralische Eisenbahn, Kapspur. 1937 wurde diese Verbindung durch eine normalspurige Strecke nach Port Pirie ersetzt. Das ersparte den Fahrgästen einen Umsteigevorgang.
- Terowie (ab 1937: Port Pirie) – Adelaide – Melbourne – Albury (jeweils mit Umsteigen), Südaustralische Eisenbahn und Victoria Rail, 1600 mm-Breitspur
- Albury – Sydney, New South Wales Railway, Normalspur

Auf dem Abschnitt, den die Transaustralische Eisenbahn befuhr, boten die Commonwealth Railways den Trans-Australian an. Die Streckenführung wurde mehrfach verkürzt, so wurde ab 1937 über Broken Hill gefahren. Zu den Einzelheiten der Umspurungen siehe Transaustralische Eisenbahn#Querung Australiens per Bahn.
Erst als 1969 die gesamte Verbindung zwischen Perth und Sydney auf Normalspur umgespurt war, wurde eine durchgehende Zugverbindung möglich und der Indian Pacific eingerichtet. Der erste Indian Pacific verließ Sydney am 23. Februar 1970 und erreichte Perth am 27. Februar 1970.
Der Red Service, das Äquivalent zur Economy Class, verfügte sowohl über Doppelkabinen mit geteiltem Schlafwagen, als auch über Sit-up-Sitze im Stil von Flugzeugen, ähnlich wie in anderen australischen Zügen. Er verfügte ebenfalls über einen eigenen Speisewagen. Der Red Service wurde im Juli 2016 eingestellt, nachdem die Bundesregierung die Subventionen für diesen gestrichen hatte, so dass der Red Service finanziell nicht mehr rentabel war.
Der Zug verfügt auch über einen Autoreisezug, der bis November 2015 durchgehend zur Verfügung stand und dann nur noch zwischen Adelaide und Perth eingesetzt wurde.

## Heutiger Betrieb

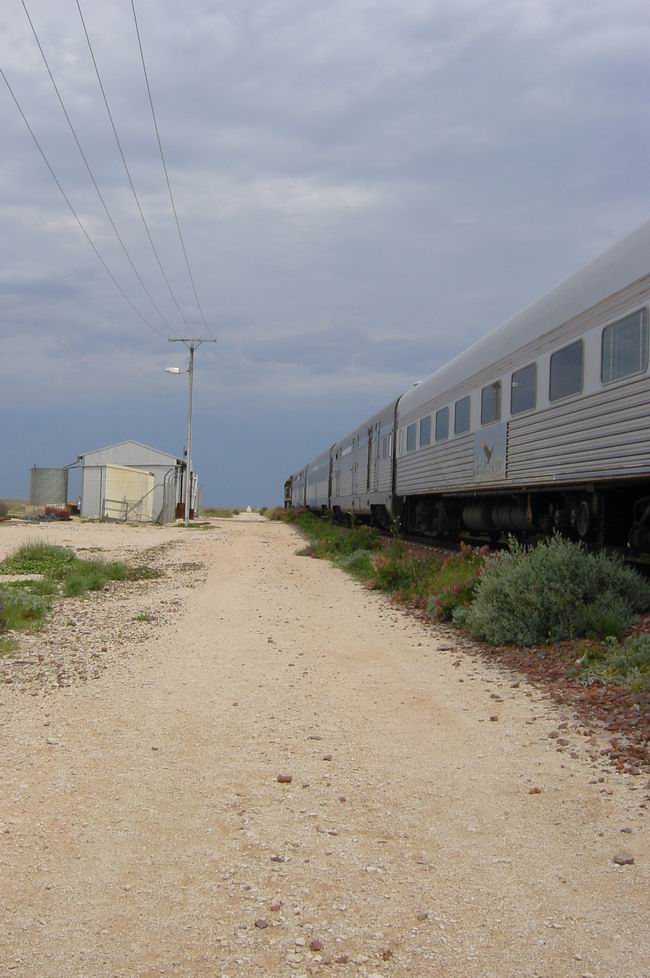
Zwischenstopp in der Nullarbor-Wüste

Der Zug wird heute von dem Eisenbahnverkehrsunternehmen Great Southern Railway betrieben. Er benötigt für die 1693 km von Sydney nach Adelaide rund 24 Stunden. Dort macht er Stopp und fährt dann die 2659 km von Adelaide nach Perth in rund 41 Stunden. Auf dem Weg gibt es mehrere Zwischenhalte.
Der Zug dient heute fast ausschließlich Touristen. Daneben versorgt er, nachdem der Tea and Sugar Train eingestellt wurde, auch die isolierten Bahnbediensteten und Ortschaften entlang der Strecke der Transaustralischen Eisenbahn mit den Gütern des täglichen Bedarfs und Post.
Der Zug wird mit zwei Lokomotiven bespannt, ist als Kurzzug 403 Meter und als „Doppelzug“ 687 Meter lang, allein die Wagen haben eine Gesamtmasse von 747 Tonnen, als „Doppelzug“ sogar 1326 Tonnen. Die meisten Umläufe werden als „Doppelzüge“ gefahren. Der Indian Pacific wird dabei in der Regel aus folgenden Wagen gebildet:
Luxusklasse
- Ein Reisezugwagen der „Platinum“-Klasse, mit Abteilen der doppelten Größe, nebeneinander angeordneten Doppelbetten und gehobenem Service
- Darüber hinaus werden eine Reihe von Salonwagen angeboten[4], die privat angemietet und an Regelzüge angehängt werden können.

Erste Klasse
- Fünf Schlafwagen der Klasse „Gold Service“ („Doppelzug“: elf). Hier gibt es solche mit Einbettabteilen, die beidseits eines Mittelgangs angeordnet sind, und Schlafwagen mit Zweibettabteilen, die Quer zur Fahrtrichtung des Fahrzeuges an einem Seitengang liegen
- Ein Speisewagen („Doppelzug“: zwei) (der „Gold Service“ schließt die Mahlzeiten ein)
- Ein Salonwagen („Doppelzug“: zwei)

Zweite Klasse
- Ein Reisezugwagen, ein Großraumwagen mit Sitzen
- Ein Schlafwagen mit kleinen Abteilen, die beidseits eines Mittelgangs angeordnet und Schlafmöglichkeiten für zwei Personen bieten.

Service
- Ein Generatorwagen („Doppelzug“: zwei)
- Ein Packwagen
- Ein Schlafwagen für das Personal („Doppelzug“: zwei)
- Nach Bedarf führt der Zug Autotransportwagen zwischen Adelaide und Perth, auf denen Pkw und Motorräder mitgenommen werden können.

## Zwischenfälle

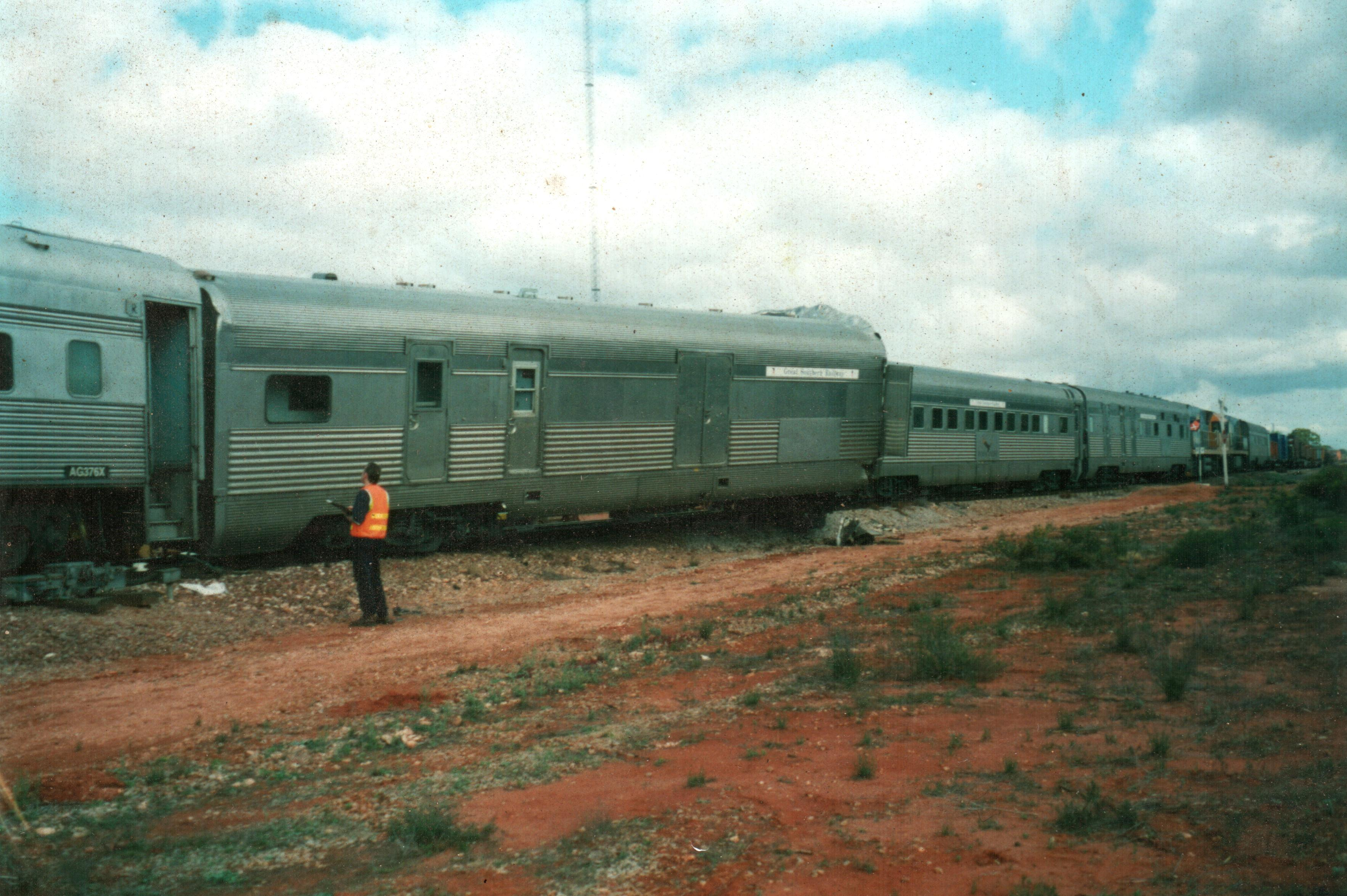
Zanthus im Jahr 1999, entgleiste Wagen des Indian Pacific nach Kollision

- 18. Februar 1970: Auf einer Testfahrt von Port Pirie aus prallte eine Indian Pacific-Garnitur in der Nähe von Locksley auf einen entgleisten Güterzug und riss die Seitenwände mehrerer Waggons heraus.[5][6]
- 24. Dezember 1975: 13 der 25 Waggons des in Richtung Osten fahrenden Zuges entgleisten aufgrund eines zusammengebrochenen Drehgestells des führenden Waggons östlich des abgelegenen Anschlussgleises der Nullarbor-Ebene bei Rawlinna. Drei der 200 Fahrgäste wurden verletzt; sie wurden von Forrest nach Adelaide geflogen.[7]
- 24. Januar 1978: Der in westlicher Richtung fahrende Zug entgleiste in der Nähe von Forbes, nachdem ein Unwetter einen Teil der Gleise weggespült hatte.[8] Der Zug war wegen der Staus zwischen Parkes und Broken Hill über Forbes nach Süden umgeleitet worden. Drei der 153 Fahrgäste wurden ins Forbes District Hospital gebracht.
- 18. August 1999: Zugkollision in Zanthus. Der in westlicher Richtung fahrende Indian Pacific mit 181 Reisenden stieß bei einer planmäßigen Zugkreuzung mit einem im Kreuzungsgleis wartenden Güterzug zusammen. Einer der drei Lokomotivführer des Güterzugs war abgestiegen und zur Weichenstellbude an der östlichen, elektrisch ortsgestellten Weiche gegangen. Er sah den sich nähernden Reisezug und wollte nach dessen Durchfahrt die Weiche für die Weiterfahrt seines Güterzugs nach Osten umstellen. Irrtümlich und fahrlässig betätigte er aber den Bedienknopf vorzeitig, so dass die Weiche geschätzte 150 Meter vor dem Reisezug umlief und ihn dann auf das Kreuzungsgleis ablenkte. Für die Zugkreuzung hatte der Indian Pacific seine Geschwindigkeit bereits vorschriftsgemäß von 111 km/h auf 52 km/h reduziert, ehe die 58 Meter vor der Weiche eingeleitete Schnellbremsung ihn auf den verbliebenen 148 Metern bis zur Kollision auf 27 km/h verzögerte. Das für die Strecke vorgeschriebene Betriebsverfahren Train Order war durch beide Zugbesatzungen ordnungsgemäß angewendet worden und es waren die entsprechenden Fahrerlaubnisse übermittelt worden. Es gab aber keine Signalabhängigkeit der Weiche, technische Folgeabhängigkeit oder organisatorische Maßnahmen wie Anwendung des Vieraugenprinzips in Verbindung mit Handverschluss der Weiche. Der Flying Doctor Service flog 17 Reisende und 4 Eisenbahnbedienstete nach Kalgoorlie, wo eine verletzte Person über Nacht und eine für mehrere Wochen im Krankenhaus bleiben musste. Es entstanden umfangreiche Schäden am rollenden Material, die Infrastruktur blieb intakt. Der Infrastrukturbetreiber Australian Rail Track Corporation hatte zum Zeitpunkt des gefährlichen Ereignisses bereits mit einer Modernisierung der Sicherungstechnik begonnen.[9]
- 3. Dezember 1999: Glenbrook-Unfall – ein CityRail-Intercity-Zug fuhr in Glenbrook in den Blue Mountains, westlich von Sydney, auf das Heck eines in östlicher Richtung fahrenden Zuges auf. Sieben Menschen starben, alle im CityRail-Zug.[10]
- 26. November 2017: Um 10.12 Uhr, nur 600 Meter nach der Abfahrt vom Bahnhof East Perth, entgleiste der Indian Pacific, der in Richtung Sydney unterwegs war. Der zweite Wagen entgleiste und brachte den Zug zum Stehen.[11]

## Bildergalerie

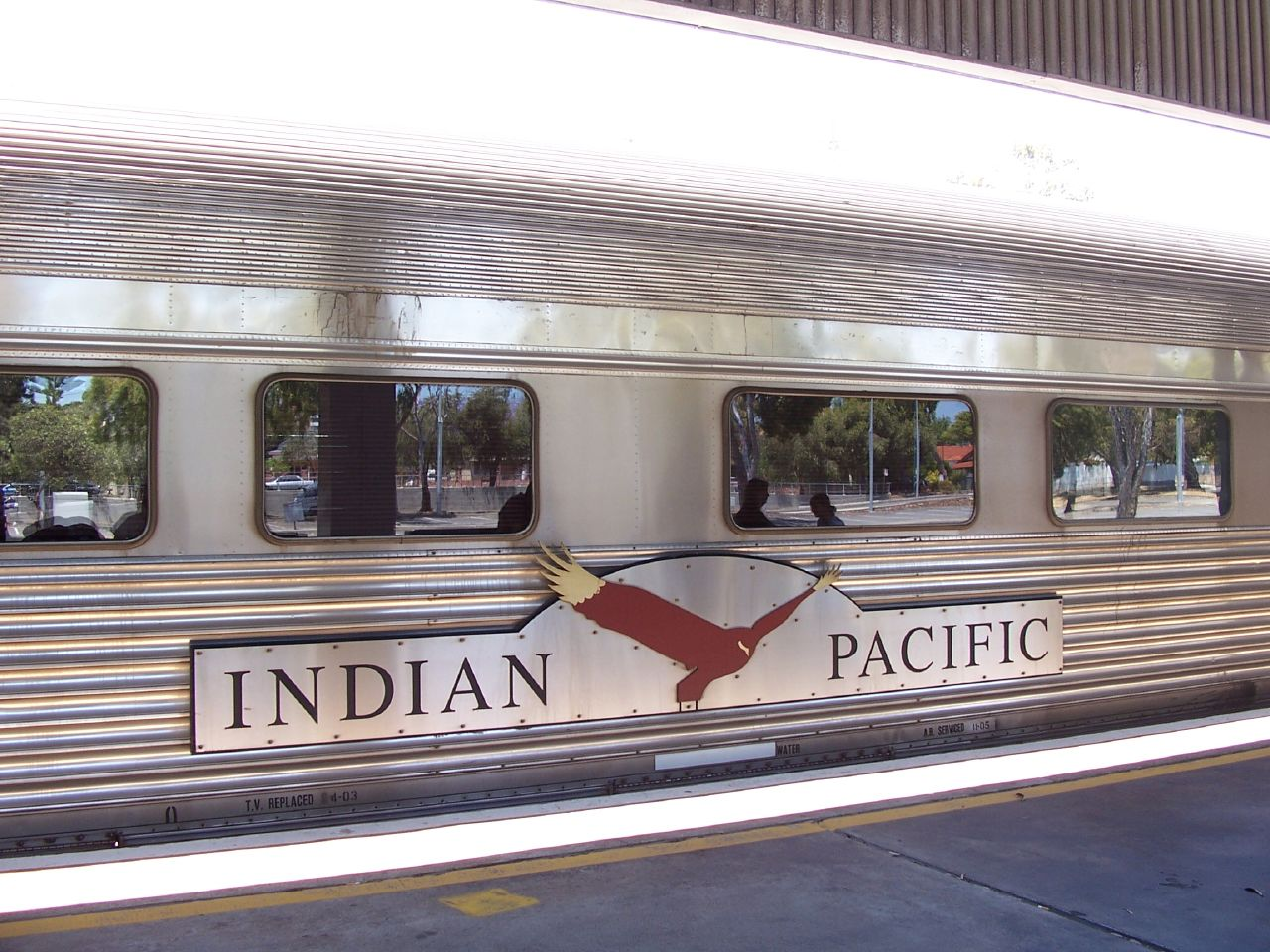
Personenwagen des Indian Pacific
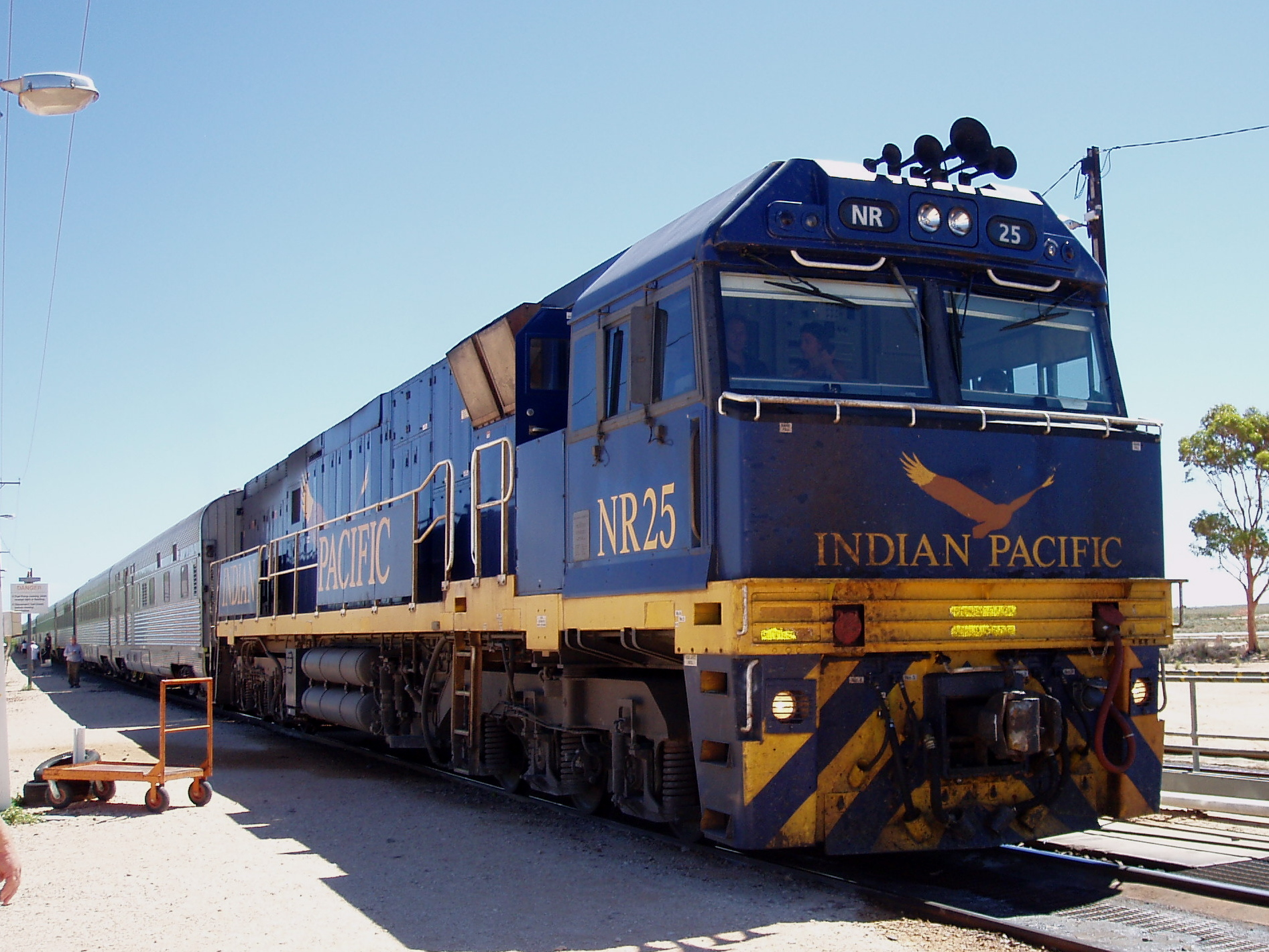
Lokomotive des Indian Pacific
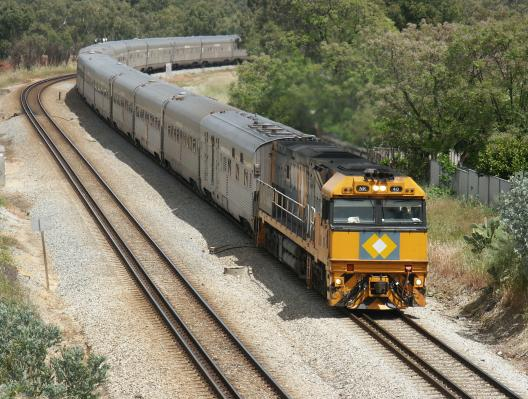
Bellevue (Westaustralien), erkennbar ist das Dreischienengleis
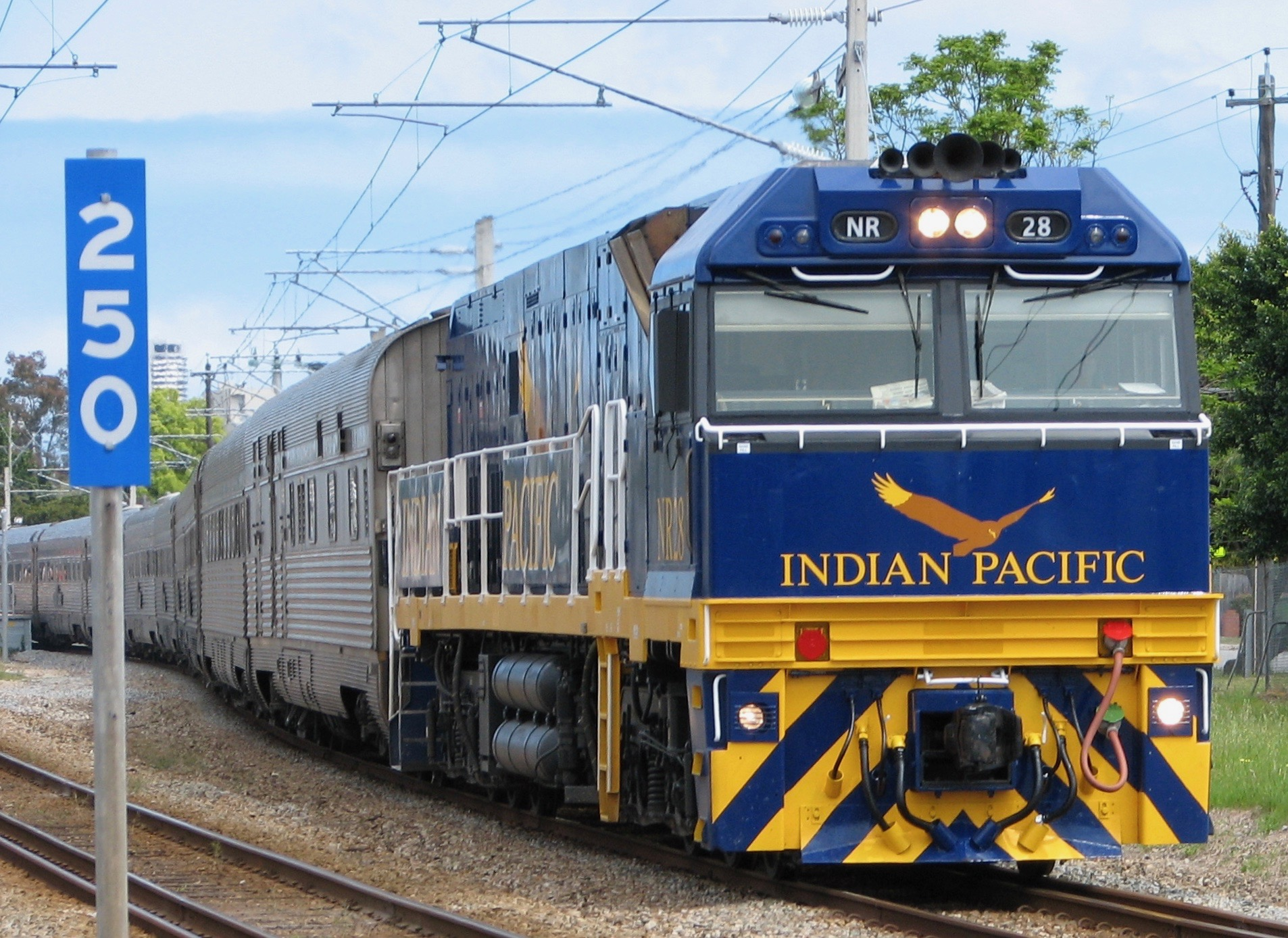
Bei der Ausfahrt aus Perth, auch hier auf dem Dreischienengleis